# ムフラン・ワフタンガゼ
ムフラン・ワフタンガゼ（Mukhran Vakhtangadze、1973年1月22日 - ）は、ジョージア（旧称グルジア）のレスリング選手。2000年シドニーオリンピックレスリンググレコローマンスタイル85kg級の銅メダリストである。グルジア南西部のアジャリア自治共和国バトゥミ出身。
ワフタンガゼは、2004年アテネオリンピックにも出場しているが、1ポイントもあげることなく予選で敗退している。

## 実績
- オリンピック
  - 2000年シドニーオリンピック　銅メダル
- 世界選手権
  - 優勝　2001年
- ヨーロッパ選手権
  - 3位　2003年